# 1 жовтня
1 жовтня — 274-й день року (275-й у високосні роки) за григоріанським календарем. До кінця року залишається 91 день.

## Свята і пам'ятні дні

### Міжнародні
- ООН: Всесвітній день вегетаріянства
- ООН: Міжнародний день людей похилого віку.
- ООН: Міжнародний день музики.
- ООН: Всесвітній день Хабітат або «Міжнародний день житла». (Відзначається щорічно відповідно до рішення Генеральної Асамблеї ООН A/RES/40/202 у перший понеділок жовтня)
- Міжнародний день кави. (2015)
- День геронтолога.
- День CD-плеєра.
- Всесвітній день какао та шоколаду.

### Національні
- Україна: День захисників і захисниць України.
- Україна: День українського козацтва.
- Україна: День ветерана.
- Україна: Покрова Пресвятої Богородиці.
- Азербайджан: День працівників прокуратури.
- Камерун: День Об'єднання.
- КНР,  Гонконг,  Макао: День утворення Китайської Народної Республіки (1949).
- Кіпр: Національне свято Республіки Кіпр. День Незалежності (1960).
- Нігерія: Національне свято Федеративної Республіки Нігерія. День Незалежності (1960).
- Палау: День незалежності (1994).
- Південна Корея: День збройних сил.
- Тувалу: День незалежності (1978).

### Релігійні

#### Західне християнство
- Свята Тереза Дитятка Ісуса;
- Пам'ять блаженних Луїджі Марія Монті[en] та Сесілії Еузепі[en];
- Пам'ять святих Бавона Гентського[en], Ніцетія та Романа Мелодиста;
- Пам'ять мученика Едварда Джеймса[en];
- Пам'ять перенесення мощей Ремігія.

#### Східне християнство
- Покрова Пресвятої Богородиці;
- Пам'ять апостола від 70-х Ананії;
- Пам'ять преподобних Романа Сладкопівця, Домнина Солунського[bg],
- Пам'ять преподобномученика Михаїла, ігумена Зовійського, і з ним 36 прмчч. (780—790).
- Святкування на честь хітона Господнього[en] та Стовпа Животворчого;
- Люблінської[pl], Касперівської, Гербовецької[pl], Барської та «Ласкава Станіславська» ікон Божої Матері;[1]
- Преподобного Іоана Кукузеля, піснеписця[2];
- Пам'ять мученика Абая[en] (Сирійська церква).

## Іменини
✝  Католицькі: Аріель, Бавон, Данута, Едвард, Кресценцюш, Кресенс, Кресценці, Луїджі, Максима, Малобонд, Марія, Ніцетій, Роман, Ремігій, Сесілія, Тереза, Цешислав, Юлія, Ян.
✙ Православні: Ананія, Домнин, Марія, Михаїл (Михайло), Роман.

## Події
- 331 до н. е.  — у битві біля Гавгамелів (Месопотамія) Александр Македонський здобув перемогу над перським царем Дарієм III
- 1648 — козацькі полки захопили фортецю Кодак на Запорожжі.
- 1661 — в Королівстві Англія відбулися перші перегони на яхтах: король Карл II обігнав свого брата Джеймса
- 1727 — на генеральній раді у місті Глухові Данила Апостола обрано гетьманом.
- 1871 — у Києві почала роботу Колегія Павла Ґалаґана.
- 1919 — скінчилася польсько-українська війна (1918—1919)
- 1926 — Київський оперний театр отримав назву Київська державна академічна українська опера, (сьогодні Національна опера України ім. Т. Г. Шевченка)
- 1928 — у СРСР затверджено перший 5-річний план розвитку народного господарства.
- 1929 — численні арешти в Українській СРР членів вигаданої сталінцями Спілки Визволення України (СВУ), початок масового винищення української інтелігенції.
- 1930 — у Московському Кремлі підірвано Чудівський монастир, закладений 1365 року.
- 1938 — німецькі війська ввійшли на територію Чехословаччини
- 1941 — підписано тристоронню угоду, за якою США та Велика Британія зобов'язувалися надати СРСР матеріальну допомогу.
- 1948 — почалась експлуатація газопроводу Дашава-Київ завдовжки 513 км.
- 1949 — у Пекіні проголошено створення Китайської Народної Республіки.
- 1959 — у Києві створено Товариство культурних зв'язків з українцями за кордоном.
- 1960 — на Запорізькому автомобілебудівному заводі розпочалося виробництво серійних машин ЗАЗ-965 «Запорожець».
- 1967 — радянське телебачення розпочало регулярні кольорові передачі.
- 2024 — массовий іранський ракетний удар по Ізраїлю.

## Народились
Дивись також Категорія:Народились 1 жовтня
- 1507 — Джакомо да Віньола, відомий архітектор Італії доби маньєризму і ранішнього бароко.
- 1620 — Ніколас Берхем, голландський художник.
- 1858 — Адріан Кащенко, український письменник, автор численних прозових творів про героїку Запорозької Січі.
- 1862 — Дмитро Міллер, український історик (†1913).
- 1881 — Вільям Боїнг, американський авіаконструктор
- 1897 — Валер'ян Поліщук, український поет, письменник, літературний критик (помер у радянських концтаборах 17.03.1942).
- 1903 — Володимир Горовиць, український та американський піаніст-віртуоз, уродженець Києва (†1989).
- 1903 — Тагер Павло, винахідник в галузі звукового кіно.
- 1924 — Джиммі Картер, 39 президент США (1977—1981)
- 1930 — Річард Гарріс, ірландський актор («Гладіатор», «Гаррі Поттер»).
- 1930 — Філіпп Нуаре, французький кіноактор.
- 1935 — Джулія Ендрюс, британська кіноактриса («Звуки музики»).
- 1935 — Гвідо Альфонс Цех, швейцарський лікар-реабілітолог (спеціалізація — параплегія).
- 1943 — Жан-Жак Анно, французький кінорежисер (Ім'я троянди, Сім років у Тибеті, Тотем вовка).
- 1944 — Маккензі Скотт, американський виконавець, автор гімну 60-х «San Francisco».
- 1947 — Марішка Вереш, солістка рок-гурту Shocking Blue (†2006).
- 1947 — Дейв Арнесон, піонер створення рольових комп'ютерних ігор.
- 1956 — Тереза Мей, прем'єр-міністр Великої Британії.
- 1970 — Святослав Сирота, український футбольний воротар, колишній президент Професійної футбольної ліги України, боєць Збройних сил України.
- 1981 — Олександр Хвощ, український борець греко-римського стилю, учасник Олімпійських ігор
- 1986 — Шинкаренко Іван Анатолійович, український підприємець, політик, Народний депутат України 9-го скликання.

## Померли
Дивись також Категорія:Померли 1 жовтня
- 1187 — Ярослав Осмомисл князь Галицького князівства.
- 1499 — Марсіліо Фічіно, італійський філософ, гуманіст, астролог.
- 1532 — Мабюз, нідерландський художник, родоначальник романізму в нідерландскому живопису XVI століття.
- 1574 — Мартен ван Гемскерк, нідерландський художник доби Відродження.
- 1684 — П'єр Корнель, французький драматург (*1606)
- 1814 — Гійом Антуан Олів'є, французький натураліст, ботанік та ентомолог.
- 1856 — Євстахій Прокопчиць (Прокопчич), вчений-філолог, громадсько-політичний діяч і педагог.
- 1911 — Вільгельм Дільтей, німецький історик культури та філософ-ідеаліст, літературознавець.
- 1929 — Антуан Бурдель, французький скульптор на зламі 19-20 століть, учень Огюста Родена.
- 1935 — Володимир Гіляровський, письменник, журналіст-побутописець життя кримінальної Москви кінця ХІХ — початку ХХ століть. Українець за походженням.
- 1955 — Чехов Михайло Олександрович, драматичний актор, театральний педагог, режисер. Племінник письменника Антона Павловича Чехова.
- 2004 — Річард Аведон, американський фотограф.
- 2008 — Борис Єфімов, радянський карикатурист.
- 2013  — Джуліано Джемма, італійський актор кіно та телебачення, каскадер, скульптор.
- 2018 — Шарль Азнавур, французький шансоньє, поет, композитор, актор.
- 2019 — Карел Ґотт, чеський співак.